# Attentat de Mogadiscio du 8 août 2020
Pour les articles homonymes, voir Attentat de Mogadiscio.
L'attentat de Mogadiscio du 8 août 2020 est un attentat suicide survenu le 8 août 2020 à l'entrée de la base militaire de la Brigade armée du 12 avril, près du Mogadiscio Stadium à Mogadiscio, en Somalie. L'attentat a entraîné la mort d'au moins huit personnes et la blessure de quatorze autres. Le groupe djihadiste shebabs a revendiqué la responsabilité de l'attentat.